# Kuštani
Kuštani falu Horvátországban Kapronca-Kőrös megyében. Közigazgatásilag Sveti Ivan Žabnóhoz  tartozik.

## Fekvése
Kőröstől 13 km-re délkeletre, községközpontjától 4 km-re keletre fekszik.

## Története
1857-ben 93, 1910-ben 100 lakosa volt. Trianonig Belovár-Kőrös vármegye Körösi járásához tartozott. 2001-ben 129 lakosa volt.

## Külső hivatkozások
A község hivatalos oldala